# 5436 Eumelos
Az 5436 Eumelos (ideiglenes jelöléssel 1990 DK) egy kisbolygó a Naprendszerben. Carolyn Shoemaker, Shoemaker E. M. fedezte fel 1990. február 20-án.